# Marian Pilarski (1914–1943)
Marian Pilarski ps. Maryśka (ur. 24 września?/7 października 1914 w Kazaniu, zm. 30 września 1943 w Oświęcimiu) – polski pedagog, harcmistrz, organizator Szarych Szeregów w Chełmskiem.

## Życiorys
Syn Stefana i Wandy Pilarskich. Osierocony przez ojca. Wrócił do Chełma z matką w 1918 r. Był pod opieką ciotki, Zofii Pilarskiej.
Mieszkał przy ul. Pocztowej 6. W 1929 r. wstąpił do Gimnazjum Handlowego w Chełmie. Był członkiem drużyny harcerskiej.

### Harcerstwo
Po ukończeniu gimnazjum zapisał się na kurs pedagogiczny przy Seminarium Nauczycielskim. W 1935 r. podjął pracę jako wychowawca w internacie Gimnazjum Mechanicznego w Chełmie. Objął obowiązki drużynowego I Drużyny Harcerskiej w tej szkole.
Jego drużyna stała się przodującą w Chełmie. Brała udział
w Jubileuszowym Zlocie Harcerstwa w Spale 11–25 lipca 1935 r.
W 1936 r. Marian Pilarski został mianowany zastępcą hufcowego. Działalność harcerską rozszerzył na teren powiatu, uczestnicząc w tworzeniu Wiejskich Gniazd Harcerskich. W Wojsławicach poznał i zaprzyjaźnił się z opiekunem gniazda Mikołajem Tałandą. W czasie okupacji obaj oddali życie za ojczyznę.
We wrześniu 1937 r. druh Marian został mianowany komendantem chełmskiego hufca harcerskiego i wziął udział
w międzynarodowym skautowskim zlocie – Jamboree w Holandii. Był doświadczonym instruktorem harcerstwa. Jego działalność wychowawczą w pracy z młodzieżą harcerską przerwała we wrześniu 1939 r. napaść niemiecka na Polskę.
Marian Pilarski namawiał młodzież do działalności konspiracyjnej.
W październiku 1939 r. powołał do życia Tajną Organizację Harcerską, która w późniejszym czasie weszła w skład Szarych Szeregów. W Chełmie założono dwa ogniwa tej organizacji: w Śródmieściu i w dzielnicy Pilichonki.
Ustanowiono też ogniwa na terenie powiatu: Rejowiec, Siedliszcze, Olchowiec i Wojsławice. Organizacja ta nawiązała kontakt z Chorągwią Lubelską za pośrednictwem Władysława Smoleńskiego. Utrzymywano też współpracę z organizacją włodawską. Członkowie podziemnych ogniw harcerskich byli przygotowani do podjęcia akcji dywersyjnych. Punkt kontaktowy chełmskiej organizacji harcerskiej znajdował się przy ul. Lubelskiej 47 w kawiarence „Szarotka”, stanowiącej współwłasność Pilarskiego, a funkcjonującej od maja 1940 r.
Na początku maja 1941 r. został aresztowany przez gestapo Włodzimierz Bondarczuk, komendant ZHP na powiat Włodawski. W czasie śledztwa ujawnił on rolę Pilarskiego w działalności konspiracyjnej. Rezultatem stały się przeprowadzone 15 maja 1941 r. aresztowania chełmskich działaczy harcerskich. W więzieniu przy
ul. Kolejowej osadzono najbardziej czynnych członków konspiracyjnej organizacji wraz z harcmistrzem Marianem Pilarskim, posługującym się pseudonimami „Maryśka” oraz „Mańka”.
W więzieniu Pilarski zachorował na tyfus. Został przeniesiony na leczenie do miejskiego szpitala zakaźnego. Po wyzdrowieniu został wywieziony do obozu koncentracyjnego w Oświęcimiu. Po dwóch latach komendantura obozu zawiadomiła jego matkę, że więzień Marian Pilarski zmarł tam 30 września 1943 r.

### Upamiętnienie
W celu uczczenia go w 1992 r. nazwano jego imieniem ulicę w osiedlu „Śródmieście – Reformacka” w rejonie ulic Dreszera i Ogrodowej w Chełmie.